# Bahnhof Utting

Der Bahnhof Utting ist der Bahnhof der Gemeinde Utting am Ammersee an der Ammerseebahn zwischen Mering und Weilheim. Er wird im Regionalverkehr von der Bayerischen Regiobahn (BRB) bedient. 

## Lage
Utting liegt in Streckenkilometer 33,2 der Bahnstrecke Mering–Weilheim. Die benachbarten Bahnhöfe sind in nördlicher Richtung Schondorf und in südlicher Richtung  Dießen. Zwischen Utting und Dießen befinden sich außerdem die Haltepunkte Riederau und St. Alban. 
Der Bahnhof liegt im Osten des Ortes in etwa 200 Meter Entfernung vom Ammersee, wo sich eine Schiffsanlegestelle und der Strand befinden. Am Bahnhofplatz befindet sich außerdem eine Bushaltestelle.

## Anlagen
Die Gleisanlagen bestehen aus dem durchgehenden Hauptgleis an einem Mittelbahnsteig und einem Ausweichgleis am Hausbahnsteig. Außerdem existierte ein aus Richtung Schondorf ans Ausweichgleis angebundenes Ladegleis, an dem 2009 die Zufahrtsweiche ausgebaut wurde. Ursprünglich besaß das Ladegleis einen Gleisstutzen zum Güterschuppen. Dieser wurde 1997 nach Schließung der Güterverladeanlagen ausgebaut, der Schuppen besteht noch in schlechtem Zustand. Ein seit dem Zweiten Weltkrieg aus Richtung Schondorf vom Ausweichgleis, hinter den Ausfahrsignalen, abzweigendes Anschlussgleis zum Betonwerk der Firma Dykerhoff & Widmann wurde 1996 stillgelegt und im Juli 2000 abgebaut. In dem Werk existierten, bis zu dessen Schließung und Neubebauung in den Jahren 2005 bis 2007, umfangreiche Gleisanlagen, teilweise in Schmalspur.

## Geschichte

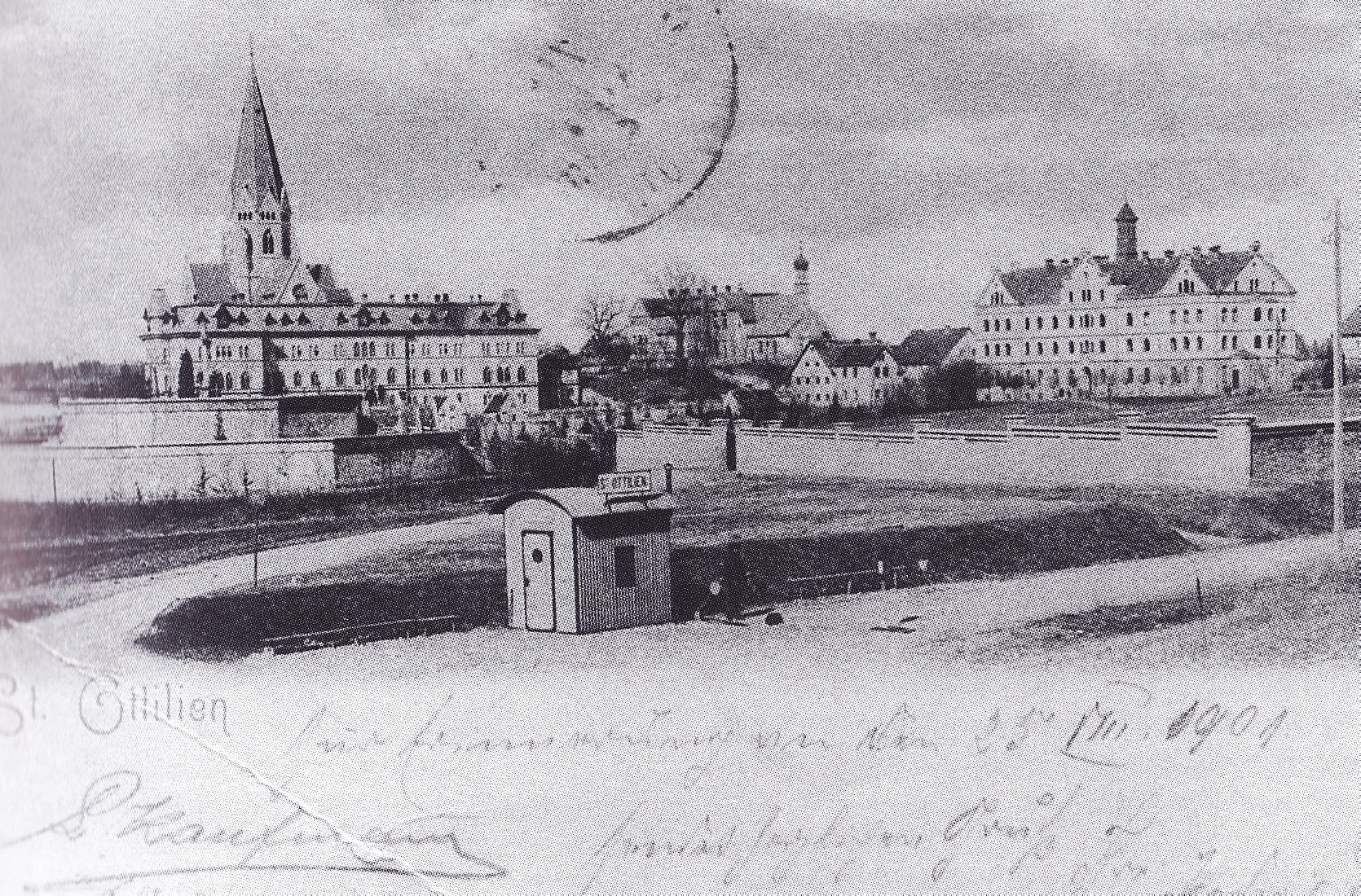
Wellblechhütte als Stationsgebäude, hier in St. Ottilien

Während der größte Teil der Ammerseebahn bereits im Sommer 1898 eröffnet wurde, ging der 12 Kilometer lange Abschnitt zwischen Schondorf und Dießen, an dem auch der Bahnhof Utting liegt, als letzter Teil der Strecke am 23. Dezember 1898 in Betrieb. Anfangs diente eine Wellblechhütte als Empfangsgebäude, da zunächst mit eher geringem Verkehrsaufkommen gerechnet worden war. 
1903 ersetzten die Bayerischen Staatseisenbahnen diese durch ein gemauertes dreigeschossiges Empfangsgebäude mit Schopfwalmdach und sechs Gauben. Nördlich schlossen sich eine offene Wartehalle und ein Nebengebäude mit den Bahnhofstoiletten an. Gleichzeitig wurde ein bis heute erhaltener Güterschuppen südlich des Gebäudes errichtet.
In den Jahren 1936 und 1937 baute die Deutsche Reichsbahn das Empfangsgebäude um. Es wurde um vier Meter verlängert und das Schopfwalmdach durch ein Satteldach mit acht Gauben ersetzt. Ein Teil der offenen Wartehalle wurde zu einem geschlossenen Warteraum umgebaut. Die Reichsbahn verlegte die bisher im Freien auf dem Bahnsteig stehenden technischen Einrichtungen in einen neu errichteten Stellwerksvorbau.
Die Wartehalle im Empfangsgebäude sowie die Fahrkartenausgabe wurden beim Umbau des Stellwerks im Jahr 2008 geschlossen.
Am 28. Februar 2018 kam es im Bahnhof Utting zu einem Beinaheunfall mit zwei Personenzügen der Bayerischen Regiobahn. Während der Zug aus Schongau am Bahnsteig stand, wurde der aus Augsburg kommende Gegenzug auf dasselbe Gleis geleitet. Der Triebfahrzeugführer leitete eine Schnellbremsung ein, sodass eine Kollision verhindert werden konnte.

## Sicherungstechnik

### Stellwerk Utting
Der Bahnhof Utting wird durch ein mechanisches Stellwerk der Einheitsbauart bedient, das 1937 in Betrieb genommen wurde. Das Stellwerk wurde Anfang 2019 als eines von zwei Pilotstellwerken mit der Technischen Überwachung Fahrweg ausgestattet.

### Bahnübergang
Der Bahnübergang auf Höhe des Rathauses im Nordkopf des Bahnhofs wird durch eine Drahtzugvollschranke gesichert, die mechanisch mit Schrankenwinden und Seilzügen bedient wird.

### ESTW Dießen
Im Erdgeschoss des Bahnhofsgebäudes ging am 28. November 2009 ein elektronisches Stellwerk (ESTW) der Bauart Scheidt & Bachmann in Betrieb, aus dem  der benachbarte Bahnhof Dießen ferngestellt wird. Das dortige mechanische Einheitsstellwerk wurde stillgelegt und die Formsignale durch Ks-Signale ersetzt. Dieses Stellwerk wird von einem zweiten Fahrdienstleiter bedient, der nicht für den Bahnhof Utting zuständig ist.
Seit Februar 2011 werden auch der Bahnhof Lagerlechfeld sowie die Anschlussweiche in Oberottmarshausen, die beide an der Bahnstrecke Bobingen–Kaufering liegen, vom ESTW ferngestellt.

## Verkehr

### Personenverkehr
Seit dem 14. Dezember 2008 bedient die Bayerische Regiobahn (BRB) den Bahnhof Utting im Schienenpersonennahverkehr. Im Stundentakt verkehren Dieseltriebwagen des Typs LINT 41 auf der Linie RB 67 (Augsburg-Oberhausen – Mering – Geltendorf – Weilheim – Peißenberg – Schongau). Zudem verkehren in der Hauptverkehrszeit Verstärkerzüge, teilweise nur zwischen Geltendorf und Peißenberg.
Die Bayerische Eisenbahngesellschaft (BEG) vergab in einem Übergangsvertrag das Dieselnetz Augsburg II und damit den Betrieb auf der Ammerseebahn für 2019 bis 2021 weiterhin an die Bayerische Regiobahn. Im Rahmen einer neuen Ausschreibung erteilte die BEG den Zuschlag für den Betrieb von 2022 bis 2031 als Teil der Augsburger Netze Los 2 erneut an die Bayerische Regiobahn.

### Museumsverkehr
Seit 2012 führt der Bahnpark Augsburg jeden Sommer an einigen Wochenenden dampfbespannte Sonderfahrten zwischen Augsburg und Utting durch.

### Ausflugsverkehr
Bereits in ihrer Anfangszeit hatten die Bahnhöfe am Ammersee eine große Bedeutung im Ausflugsverkehr von Augsburg und München. Daher gab es im Sommer an Wochenenden schon in den 1900er Jahren zusätzliche Badezüge von Augsburg nach Utting und weiter nach Dießen, welche die große Zahl an Fahrgästen aufnahmen. Diese Badezüge beförderten teilweise über 1000 Fahrgäste zum Ammersee und wurden als Besonderheit der Ammerseebahn überregional bekannt. 
In den 1950er Jahren wurde noch einmal ein Badezug von Augsburg über Utting nach Dießen eingesetzt, der mit der sinkenden Bedeutung der Ammerseebahn wieder eingestellt wurde.

### Güterverkehr
Bis in die 1960er Jahre befuhr im Nahgüterverkehr zumeist ein „Sammler“ die Ammerseebahn, der an allen Stationen Wagen zustellte und abholte. Die Zuglok übernahm dabei meist auch Rangieraufgaben.
In den 1960er und 1970er Jahren wurde mit der Rationalisierung der Ortsladeverkehr zunehmend eingeschränkt. Mit der Einstellung des durchgehenden Güterverkehrs blieben einige Ganzzüge zum Gleisanschluss des Betonwerks und einzelne Übergabefahrten.
1985 führte die DB pro Monat 17 Wagen nach Utting zu. In den 1990er Jahren wurden noch einzelne Übergaben nach Utting von Geltendorf aus durchgeführt. Ende der 1990er Jahre endete mit deren Einstellung der Güterverkehr in Utting und damit auf der gesamten Ammerseebahn endgültig.